# Sociedad de Obreras Mutualistas

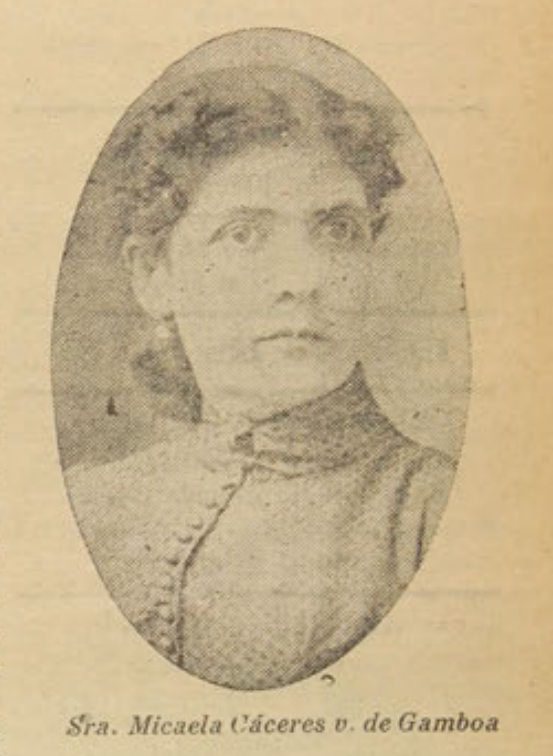
Micaela Cáceres fue la fundadora de la Sociedad de Obreras de Socorros Mutuos en Valparaíso, Chile.

La Sociedad de Obreras de Socorros Mutuos (más conocida como la Sociedad de Obreras Mutualista) fue el primer sindicato de mujeres de Sudamérica, fundado por Micaela Cáceres el 13 de noviembre de 1887 en Valparaíso, Chile. 

## Historia

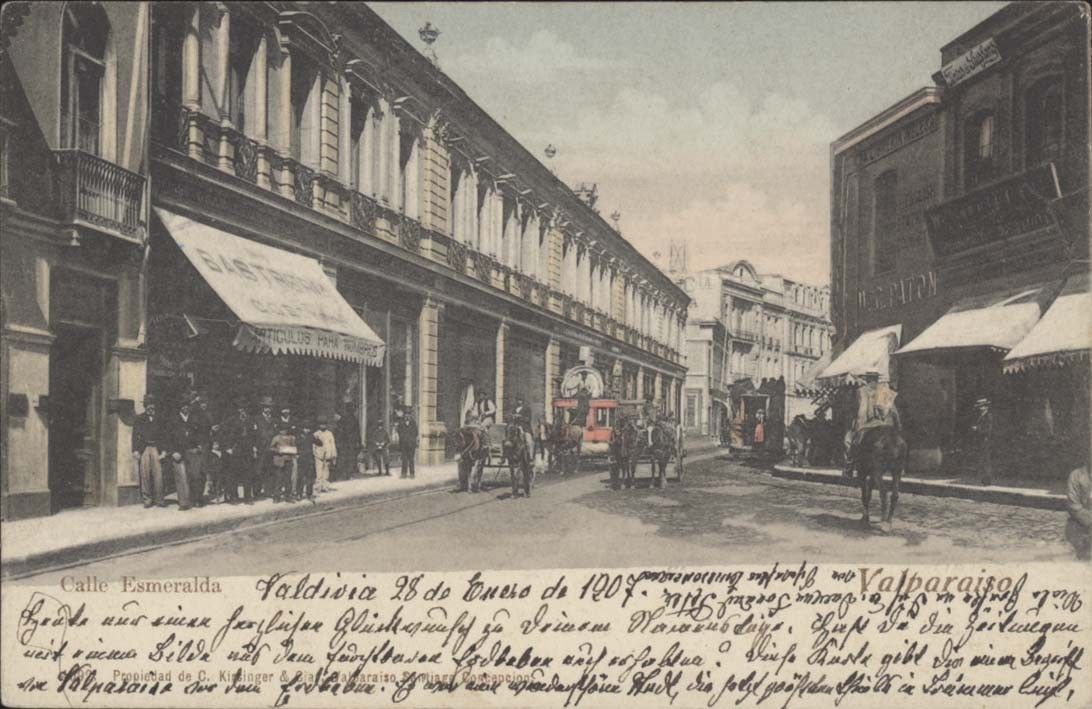
Ubicación del Taller de modas "Casa Günter" en Calle Esmeralda (Valparaíso) donde nace la Sociedad de Obreras de Socorro Mutuos en 1887.

Esta sociedad mutualista femenina surgió en un taller de modas llamado "Casa Günter" ubicado en la ciudad de Valparaíso, dónde una de las trabajadoras falleció por carecer de dinero para costear los gastos médicos de su enfermedad. Este hecho motivó, ocho días después del fallecimiento, a que Micaela Cáceres reuniera a más de 150 trabajadoras de esa ciudad para firmar la creación de la Sociedad de Obreras de Socorros Mutuos de Valparaíso en 1887.

## Objetivo
Como define Memoria Chilena: «Desde fines del siglo XIX, las obreras se reunían en sociedades que se preocupaban de entregar beneficios relacionados con la asistencia médica y servicios funerarios que las asociadas requerían. No obstante, el florecimiento del movimiento obrero que se registra a partir de los primeros años del siglo XX, también trajo consigo el nacimiento de sociedades obreras femeninas y mixtas más activas políticamente, que declaraban posiciones ideológicas de corte anarquista y socialista y que se sumaron a las convocatorias a huelgas y movilizaciones populares urbanas».
En estas organizaciones se da importancia a la labor de la mujer en la sociedad, se aparta la opresión imperante del machismo y de la Iglesia católica, y como dice su nombre se «socorren mutuamente» en una época de miseria y pobreza.[cita requerida]

## Influencia
Esta sociedad se transformó en ejemplo para la fundación de sociedades femeninas del mismo tipo en distintas ciudades de Chile, como:
- Sociedad de Socorros Mutuos en Santiago (1887).
- Sociedad de Socorros Mutuos “Emancipación de la Mujer” en Santiago (1888).
- Sociedad Ilustración de la Mujer en Concepción (1889).
- Sociedad Unión y Fraternidad de Obreras en Valparaíso (1891).
- Sociedad de Obreras, Instrucción y Socorros Mutuos N° 1 en Antofagasta (1894).
- Sociedad Emancipación de la Mujer en Iquique (1901).
- Sociedad de Señoras N° 1 y Socorros Mutuos de Huantajaya en Iquique (1902).
- Federación Cosmopolita de Obreras en Resistencia en Valparaíso (1903).
- Combinación de Señoras Instrucción y Socorro Mutuo en Tocopilla (1906).

## Controversia con la Iglesia católica
La organización se basaba en las sociedades de obreras ya existentes, por lo que los temas religiosos estaban totalmente prohibidos. Este veto molestó a la Iglesia católica que decidió crear la contraparte denominada Sociedad Católica de Obreras.